# Héroe (película de 2002)
Héroe (en chino, 英雄; pinyin, Yīng Xióng) es una película dramática china de artes marciales, dirigida por Zhang Yimou y protagonizada por Jet Li estrenada en 2002.
Hero es un film del género wuxia. Comienza con Jet Li como protagonista anónimo, vagamente basado en el legendario Jing Ke. Un grupo de asesinos, Nieve Voladora (飞雪) (Maggie Cheung), Espada Rota (残剑) (Tony Leung Chiu Wai) y Cielo Largo (长空) (Donnie Yen) han jurado matar al Rey de Qin (秦王) (Chen Daoming), y el protagonista Sin Nombre (无名) (Li) llega a la capital real para reclamar la recompensa ofrecida por matar a los asesinos que llevaban años atormentando al Rey. Su conversación con el Rey de Qin y los recuerdos de memoria que aparecen a lo largo de la misma constituyen la mayor parte de la película. Zhang Ziyi actúa en el papel de Luna (如月), sirviente de Espada Rota.
Héroe se estrenó en China el 24 de octubre de 2002; fue la película más cara de la historia del cine chino. Miramax tenía los derechos de distribución en el mercado estadounidense, pero retrasó el estreno de la película casi dos años, hasta el 27 de agosto de 2004, tras la intervención de Quentin Tarantino.
La película recibió una nominación al Oscar a mejor película en lengua extranjera en 2003.

## Trama
En el antiguo reino de Qin, un guerrero conocido como "Sin Nombre" (Interpretado por Jet Li), que se presenta como el prefecto de una pequeña jurisdicción del lugar, llega al palacio del  Rey con las espadas de tres de los asesinos del reino de Zhao (pronunciado Yao en la película) que pretendían acabar con su vida, con la intención de que el monarca (Chen Daoming) le conceda la audiencia que prometía como recompensa por dichas muertes. 
A raíz de un asalto protagonizado en el pasado por "Nieve Voladora" (Maggie Cheung) y "Espada Rota" (Tony Leung) en el que este último le perdonó la vida tras haber derrotado a más de 3.000 guardias, el futuro emperador vive solo, vestido con una armadura de batalla, en una estancia sin escondite alguno y con una prohibición expresa de permitir a cualquier persona acercarse a menos de 100 pasos de su trono. 
Cuando Sin Nombre se arrodilla ante él, muestra las armas de los dos guerreros y la punta de la lanza del tercero; "Cielo Largo" (Donnie Yen).  Asombrado, el soberano de Qin le permite acercarse a diez pasos y le pide a su invitado que le cuente el relato de su proeza, aunque pronto descubre que todo es en realidad una estratagema para acabar con su vida. Sin embargo, lejos de alertar a los guardias, ambos continuarán con una conversación en la que Sin Nombre comprenderá los motivos que llevaron a Espada Rota a perdonarle la vida al mandatario, mientras que este descubrirá que aquel al que creía su adversario, es en realidad la persona que mejor lo conoce y entiende.

## Intérpretes
Jet Li - Sin Nombre
Un desconocido prefecto de una provincia pequeña, Sin Nombre se había quedado huérfano a temprana edad por las fuerzas invasoras del Emperador. Forjado en un maestro espadachín a lo largo de los años de formación, Sin Nombre conoce una técnica que puede matar a un oponente a una distancia de 10 pasos. Él es el principal conspirador en el plan para asesinar al emperador, pero en última instancia decide que la unificación de China y la paz son mucho más importantes que la venganza. Héroe es la primera película que Jet Li hizo en China en los más de 20 años que han transcurrido desde su debut como protagonista, en Shaolin Temple en 1982.
Tony Leung Chiu Wai - Espada Rota
Un realizado espadachín y asesino, Espada Rota y Nieve Voladora son los únicos asesinos en lograr infiltrarse en el palacio del Emperador, matando a cientos de soldados de su guardia personal y estuvo cerca de asesinar al emperador antes de detener su ataque en el último momento. Espada Rota considera que la unificación de China y la posibilidad de la paz sobre sus objetivos personales, sus opiniones le pusieron en contradicción con su amante, Nieve Voladora.
Maggie Cheung - Nieve Voladora
Una experta asesina, Nieve Voladora es la amante de Espada Rota y su igual como espadachín. Es la hija de un general de Zhao que cayó en la batalla contra el Emperador; Nieve Voladora juró venganza contra el Emperador, reclutando a Espada Rota a su causa. A diferencia de Espada Rota, ella alberga el más profundo rencor contra el Emperador.
Chen Daoming - El Rey de Qin
Un ambicioso líder que desea llegar a ser el primer emperador de China, el rey de Qin, después de un devastador atentado, siempre lleva puesta su armadura de batalla y se retira a su palacio reforzado, que vacates de todos, pero la mayoría de su asesores de confianza. El Rey de Qin utiliza una antigua manera de decir 'yo', 寡人(guǎ rén), que literalmente significa "persona solitaria". Esta forma de referirse a sí mismo en tercera persona tiene un paralelo en la noción occidental de la "Real" Nosotros " o el Plural mayestático.
Donnie Yen - Cielo Largo
Cielo es el primero en ser "derrotado" por Sin Nombre, quien toma de Cielo su lanza rota como prueba de su derrota al Emperador.
Zhang Ziyi - Luna
La leal aprendiz de Espada Rota, a quien le sirve y por quien siente afecto.

## Música
- La banda sonora de la película es obra de Tan Dun, quien dirigió la Orquesta y Coro Filarmónicos de China para la grabación. La mayoría de las canciones incluyen el conjunto de percusión taiko Kodo. Itzhak Perman interpreta la mayoría de solos de violín, con algunos solos adicionales interpretados por el mismo Tan Dun.
- El instrumento musical utilizado en la escena de la pelea en el patio de Weiqi es una antigua cítara que se piensa es predecesora del guqin (la cítara china de siete cuerdas). La música fue interpretada por la artista de guqin, Liu Li.

## Otros medios de comunicación
- La versión del cómic de la historia de Ma-Wing Shing es fiel a la película de la historia en su mayor parte, hasta el final. En esta versión, todos los héroes sobreviven.
- El artista de R&B Bobby Valentino sampleó elementos de la banda sonora de la película en su sencillo Tell Me.